# 合いの手
| ウィキペディアには「合いの手」という見出しの百科事典記事はありません（タイトルに「合いの手」を含むページの一覧/「合いの手」で始まるページの一覧）。 代わりにウィクショナリーのページ「あいのて」が役に立つかもしれません。 |